# Osvalda Trupia
Osvalda (Lalla) Trupia (ur. 31 maja 1948 w Vicenzy) – włoska polityk i samorządowiec, posłanka do Parlamentu Europejskiego II kadencji, posłanka do Izby Deputowanych XI, XIV i XV kadencji.

## Życiorys
Ukończyła studia filozoficzne, zawodowo pracowała m.in. jako konsultantka. W 1970 zaangażowała się w działalność polityczną w ramach Włoskiej Partii Komunistycznej, należała do jej władz w Vicenzy i regionie Friuli-Wenecja Julijska. Od 1975 należała do komitetu centralnego PCI, w 1983 dołączyła do jej sekretariatu krajowego. W 1981 rozpoczęła kierowanie organizacją kobiecą komunistów.
W latach 1975–1980 zasiadała w radzie miejskiej Vicenzy. W 1984 wybrano ją posłanką do Parlamentu Europejskiego II kadencji, przystąpiła do Grupy Sojuszu Komunistycznego, należała m.in. do Komisji ds. Praw Kobiet oraz Komisji ds. Socjalnych i Zatrudnienia. W latach 1992–1994 i 2001–2008 sprawowała mandat posłanki do Izby Deputowanych. Wybierano ją z ramienia innych ugrupowań lewicowych: Partii Demokratycznej, Demokratów Lewicy (w ramach Drzewa Oliwnego) i Demokratycznej Lewicy.